# ママコナ
ママコナ（飯子菜、学名：Melampyrum roseum var. japonicum）は、ママコナ属の一年草である。

## 特徴
山地の林縁などの乾いた場所に生育する半寄生植物。花弁に2つ並んだ白い膨らみが米粒のように見えること、または、若い種子が米粒に似ていることが和名の由来の説となっている。茎の高さは、30-50 cm。先端が針状で鋸歯の苞があり、茎の付根に長さ16-18 cmで唇形の紅紫色の花を付ける。花期は6-8月。花の盛りが過ぎると、米粒のように見える白い膨らみが濃い赤色に変わる。葉は長さ3-6cmの長形で、対生する。

## 分布
北海道南西部・本州・四国・九州の各地に分布する。神奈川県では絶滅し、秋田県・埼玉県・千葉県・鹿児島県では絶滅危惧Ⅰ類、神奈川県では準絶滅危惧種に指定されている。田中澄江が『新・花の百名山』の著書で、天狗山を代表する花の一つとして紹介している。

## 近縁種
- エゾママコナ（蝦夷飯子菜 M. yezoense）
- オオママコナ（大飯子菜 M. macranthum）
- シコクママコナ（四国飯子菜 M. laxum var. laxum）
- タカネママコナ（高嶺飯子菜 M. laxum var. arcuatum） - 亜高山帯に生え、ミヤマママコナに似ていて、全体に小型。花は黄色。環境省指定の絶滅危惧種[11][12]。
- ツシマママコナ（対馬飯子菜 M. roseum var. roseum） - 命名上はママコナの基本変種
- ホソバマママコナ（細葉飯子菜 M. setaceum） - 花冠は紅紫色。環境省指定の絶滅危惧種[11][13]。
- ミヤマママコナ（深山飯子菜 M. laxum var. nikkoense） - 苞にトゲがなく、紅紫色の花で、下唇の喉部に黄色い斑点が2個ある。日本の固有種[14]。
- ヤクシマママコナ（屋久島飯子菜 M. l. var. yakusimense）

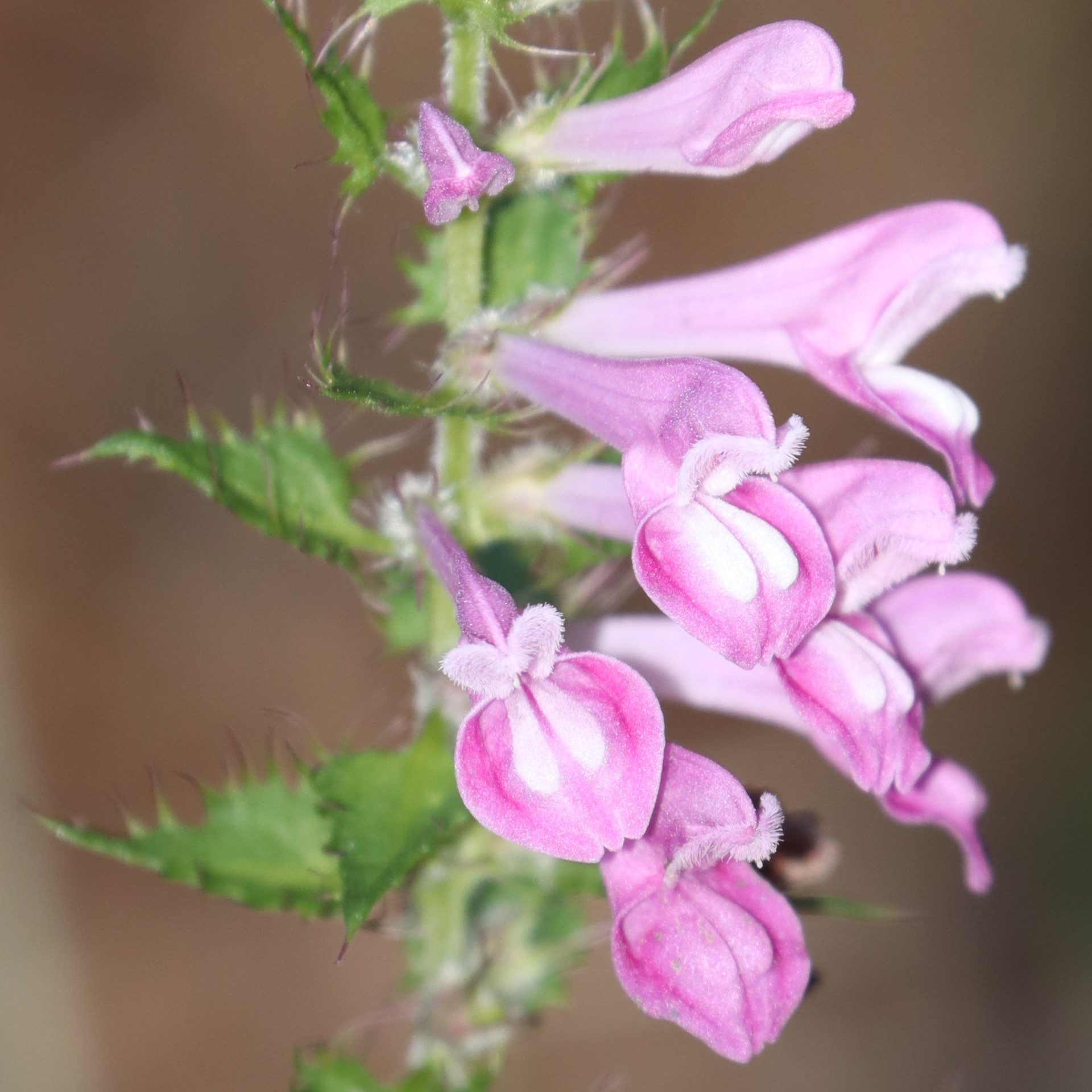
ママコナの花 苞が鋸歯
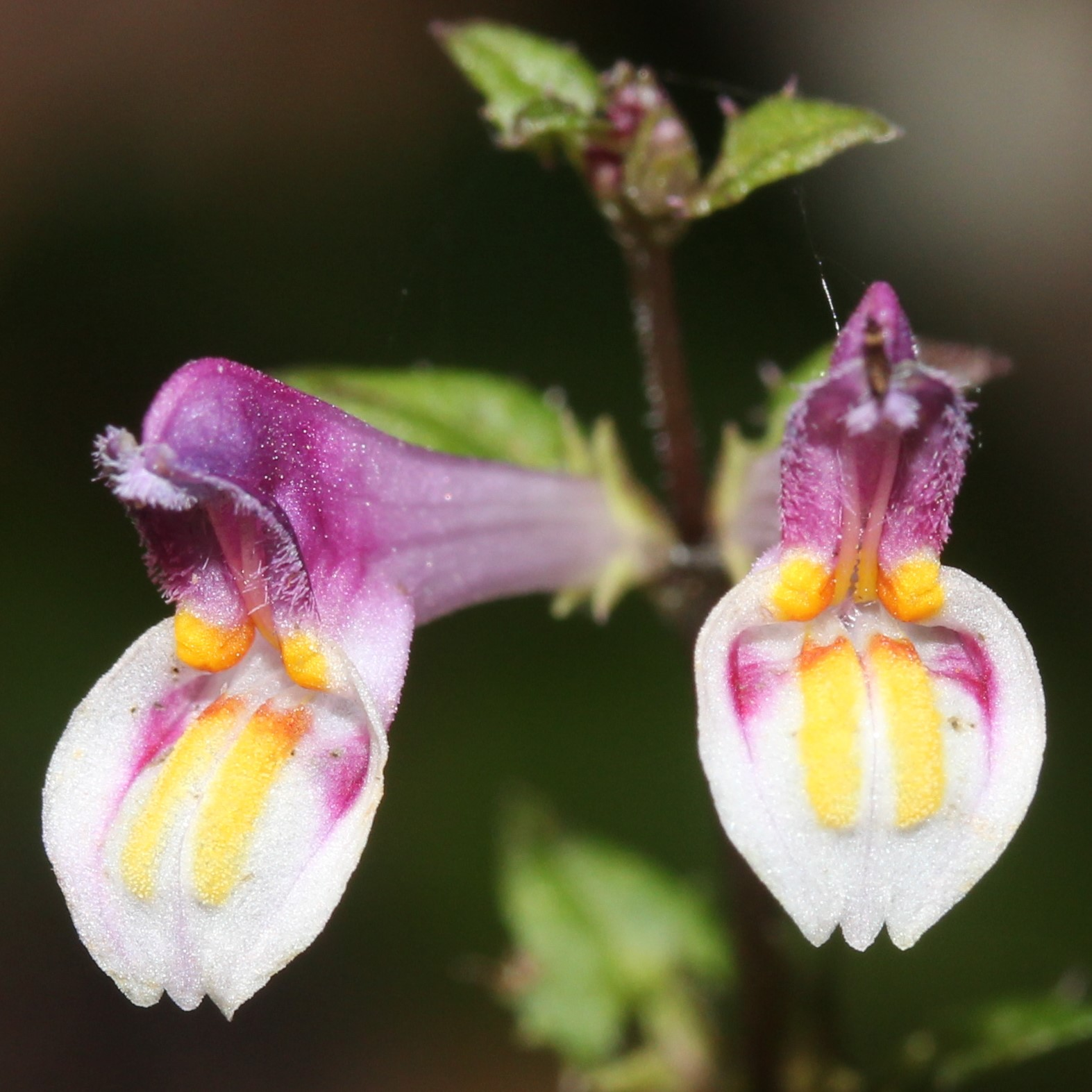
シコクママコナの花 花冠の内部に黄色の斑点が広がり、苞のふちに刺毛状の歯牙が散在する
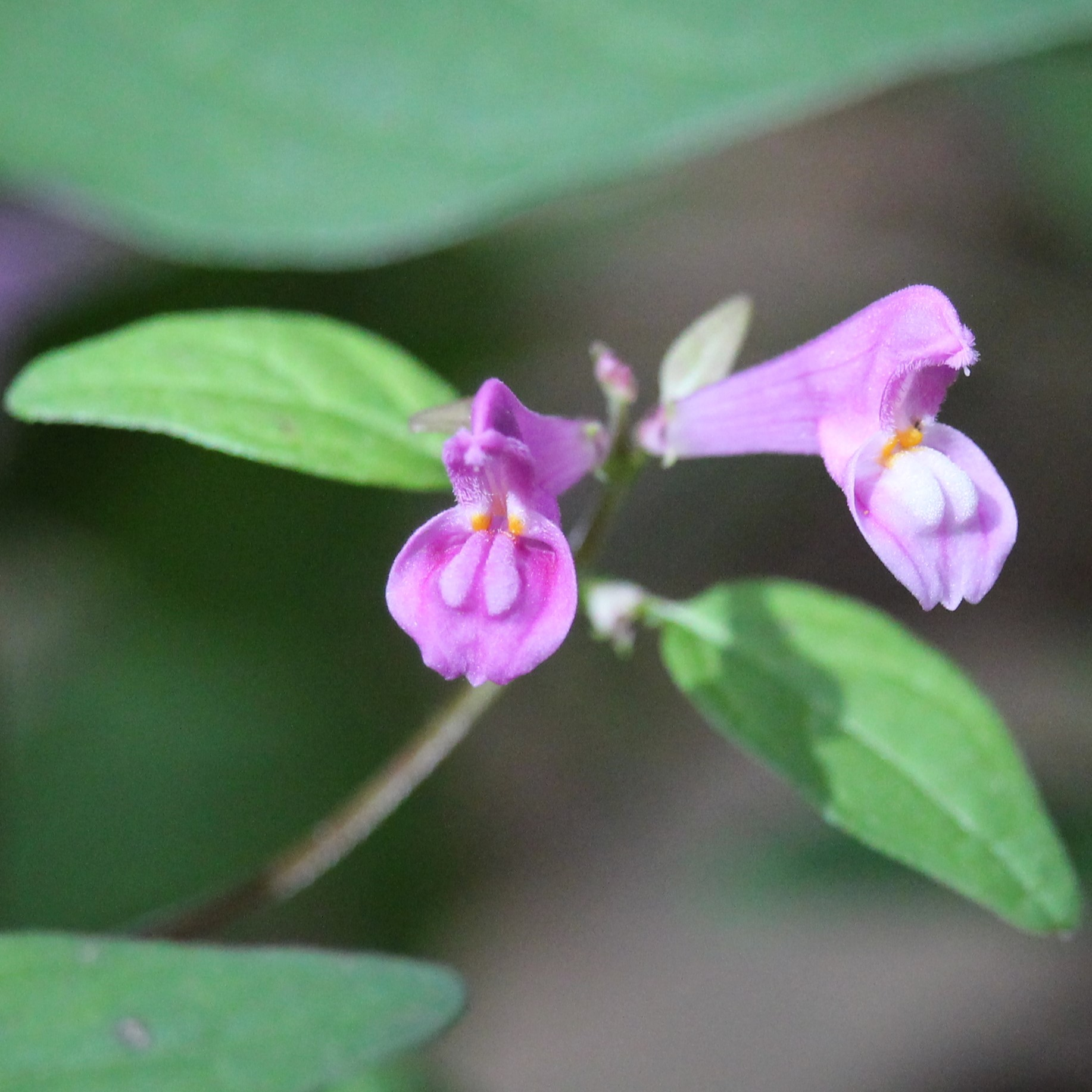
ミヤマママコナの花 花冠の花喉の両側に黄色の斑があり、苞のふちに鋸歯がない